# 道の駅月夜野矢瀬親水公園
道の駅月夜野矢瀬親水公園（みちのえき つきよのやぜしんすいこうえん）は、群馬県利根郡みなかみ町にある群馬県道61号沼田水上線の道の駅である。

## 施設
- 駐車場（普通車94台、大型車4台、身体障害者用2台）
- トイレ（駅舎内：男2、女2、身体障害者用1）（公園内：男5、女4、身体障害者用1）
- 公衆電話
- 月夜野はーべすと
  - 農産物直売所
  - 飲食施設
  - 休憩施設
- 矢瀬遺跡（国指定史跡）
- レクリエーション施設
- 公園施設
- 矢瀬マイクロ水力発電所 - 長さ428メートル、管径200ミリメートルの水圧管路で横軸単輪クロスフロー水車と永久磁石式同期発電機からなる水車発電機に導水し、有効落差31メートルを得て最大13キロワットの電力を発生する水力発電所（小水力発電）[1]。2013年度設置[2]。2005年の合併で発足したみなかみ町の町長主導のもと、群馬県企業局OBの協力を得て完成させた。設備が特注品のため高額であり、水道水や融雪水との兼ね合いで稼働に制約が多く採算性に乏しいという現実があり、専ら学校の環境学習に利用されている[3]。

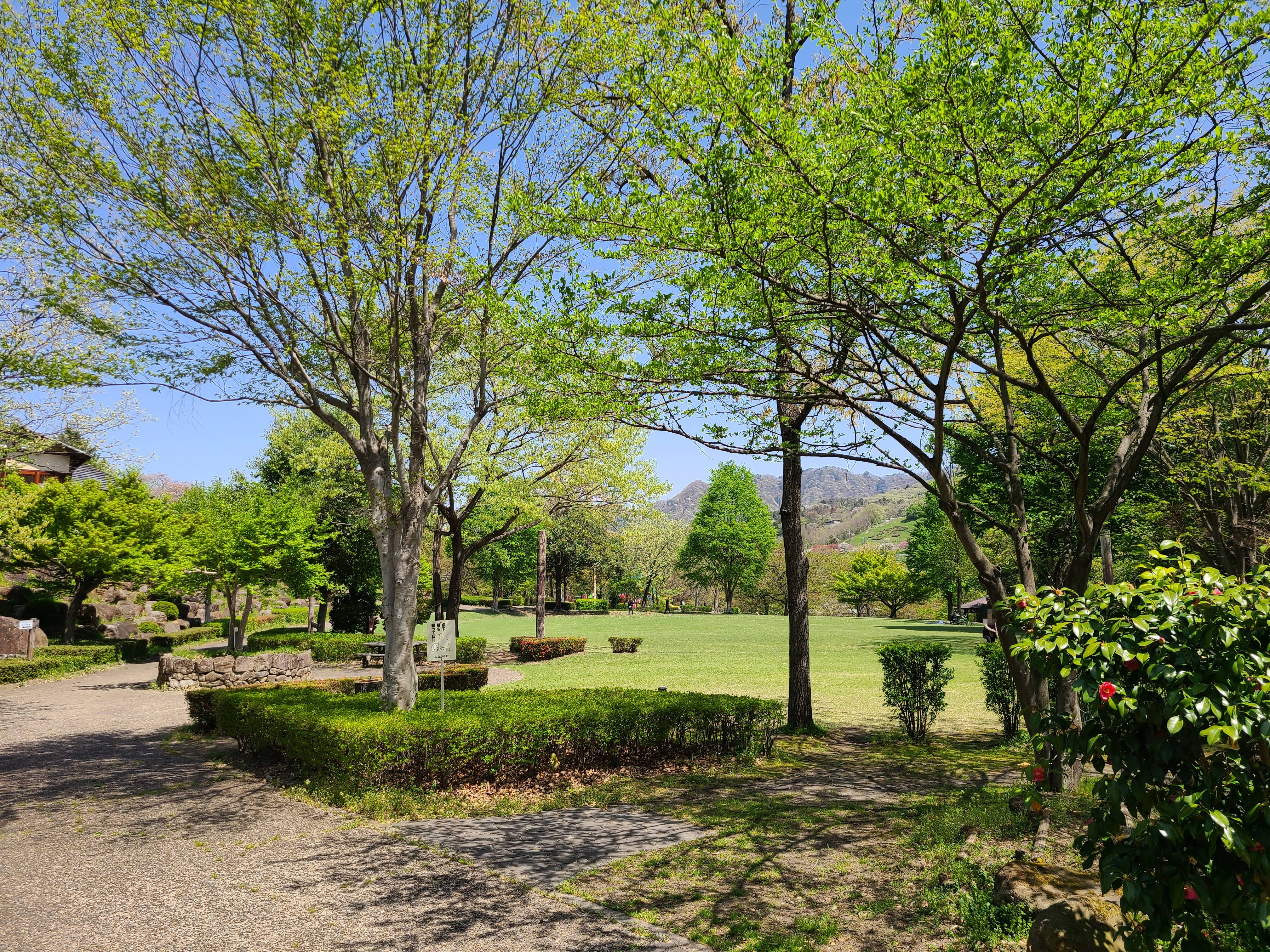
芝生広場
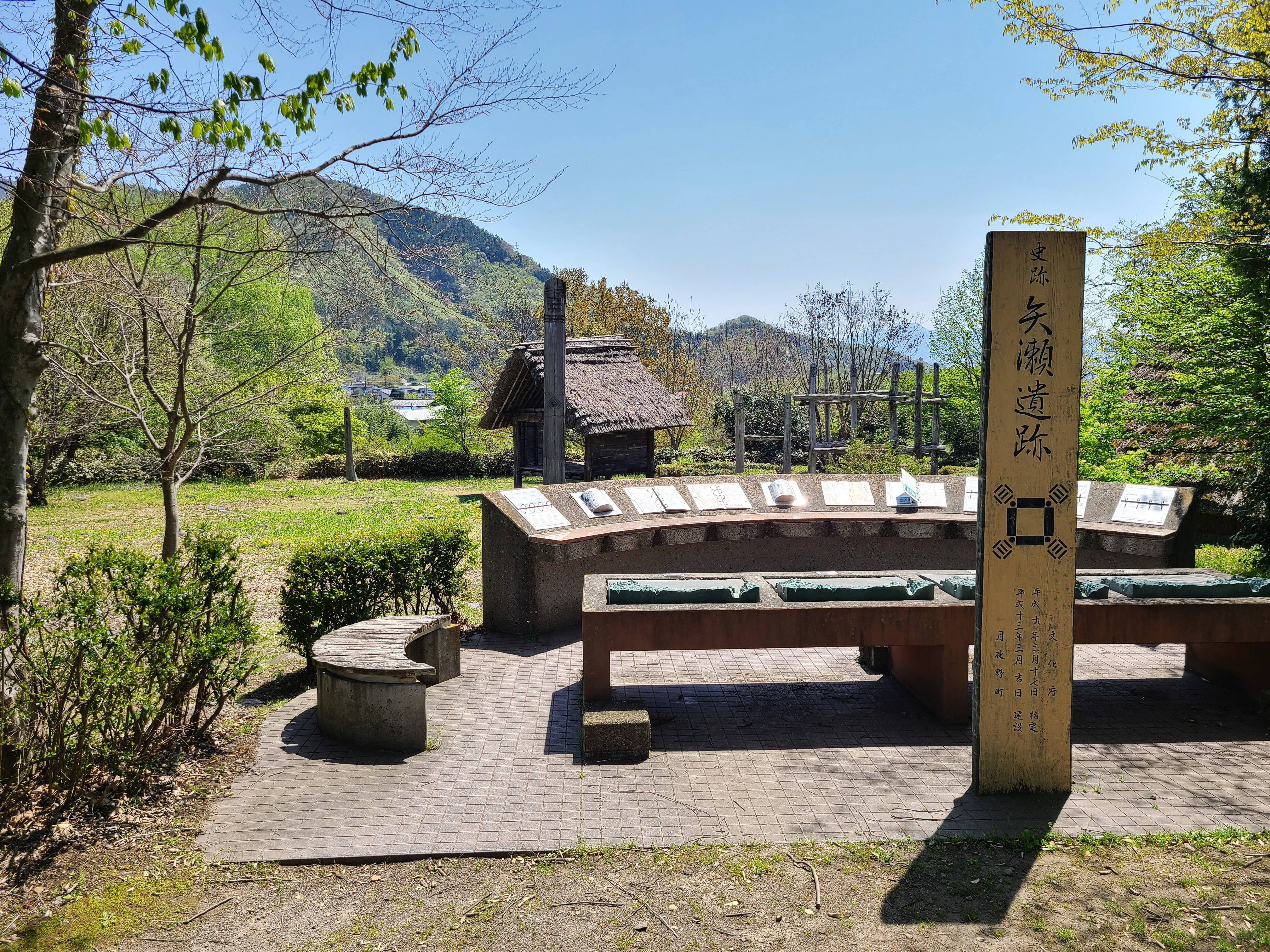
矢瀬遺跡総合案内施設
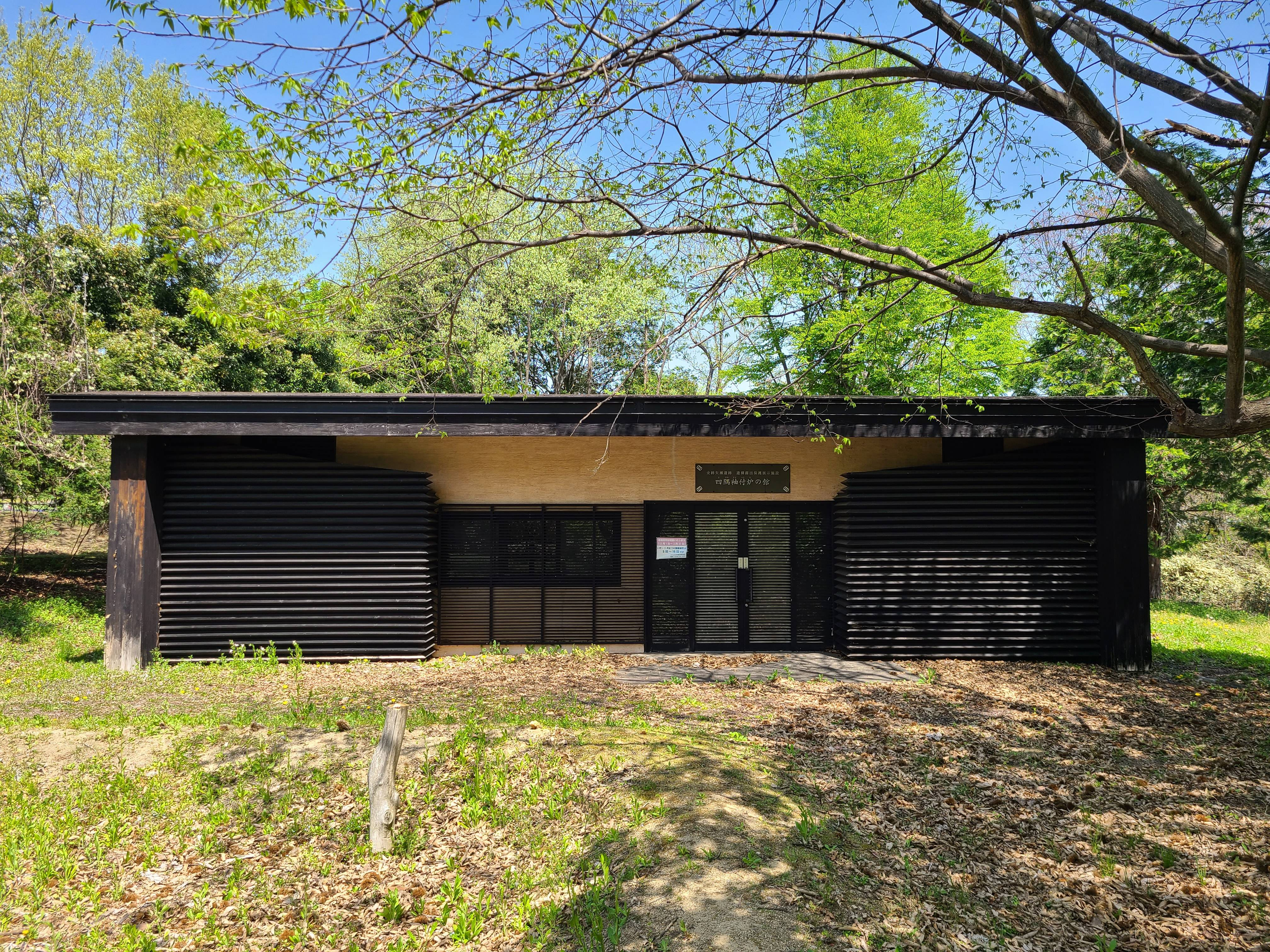
四隅袖付炉の館
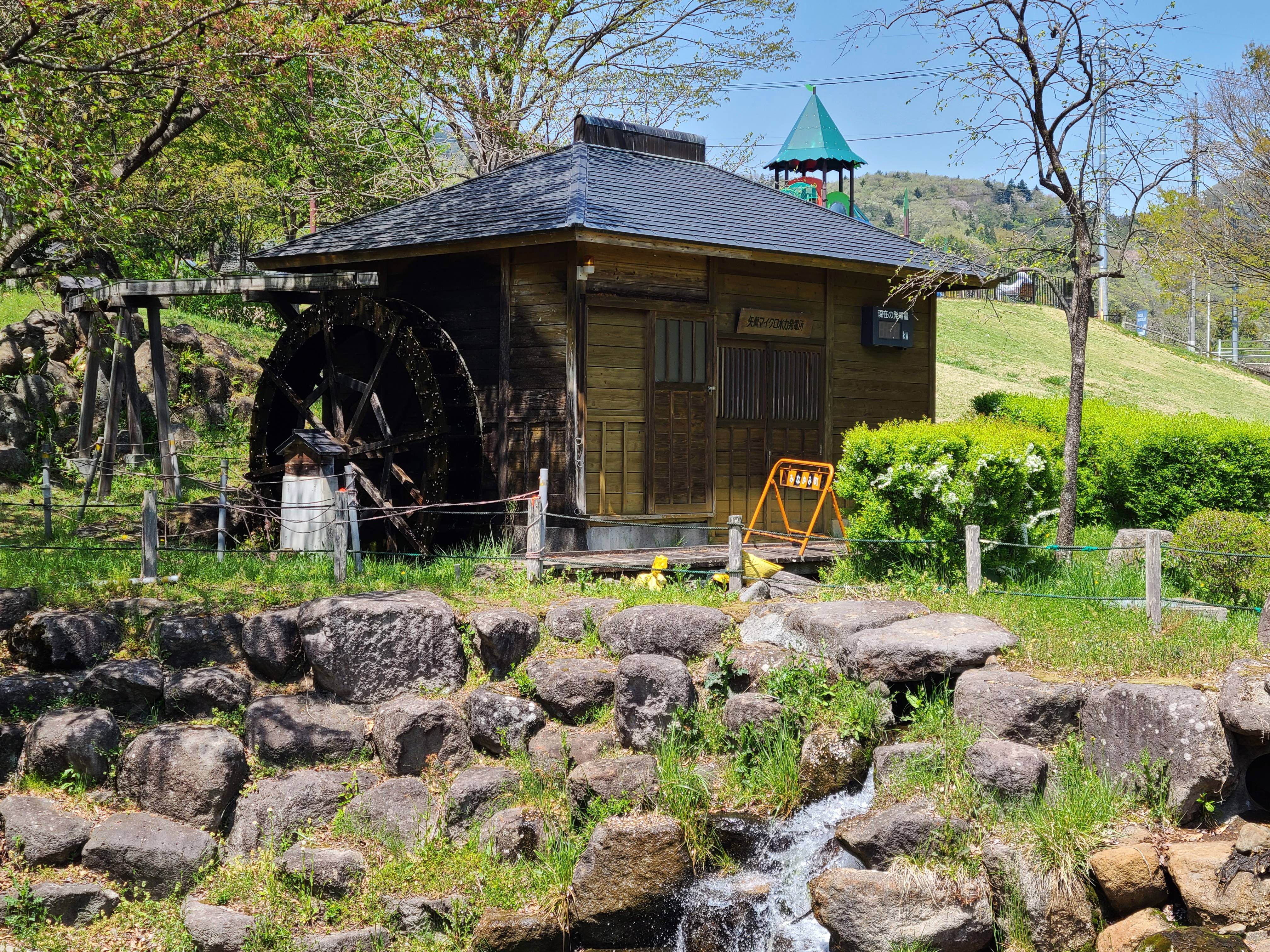
水車小屋風の矢瀬マイクロ水力発電所

## 休館日
- 12月29日 - 1月2日

## アクセス
- 群馬県道61号沼田水上線 - 登録路線
- 群馬県道271号月夜野下牧線

### バス路線
- 関越交通 「矢瀬遺跡前」バス停下車
  - 上毛高原駅 - 水上駅
  - 上毛高原駅 - 後閑駅・沼田駅経由 - 鎌田・戸倉方面
  - 猿ヶ京 - 上毛高原駅・後閑駅・沼田駅経由 - 沼田市保健福祉センター

## 周辺
- 上越新幹線上毛高原駅
- 群馬県道61号沼田水上線
- 群馬県道253号小日向沼田線
- 利根川
- 嶽林寺